# Gonville and Caius College
Gonville and Caius College, Kolegium Gonville’a i Caiusa, potocznie Caius [ˈkiːz] – autonomiczna uczelnia wchodząca w skład Uniwersytetu w Cambridge, jedno z najstarszych (założone w 1348 jako czwarte) i najbogatszych kolegiów tej instytucji.

## Historia
Proces zakładania kolegium przez Edmunda Gonville, rektora kościoła w Terrington St Clement, rozpoczęty został 5 marca 1347 roku wykupem trzech działek gruntu pod budynki przyszłego Gonville Hall. 28 stycznia 1348 roku Gonville otrzymał od Korony licencję na otwarcie i dokonanie zapisów majątkowych na rzecz nowego kolegium. W jego skład miał wchodzić rektor (ang. Master) oraz 20 uczniów. Pierwszym rektorem, powołanym 4 czerwca 1349 został John Colton.
Kiedy dwa lata później Gonville zmarł, wykonawcą jego woli i dysponentem pozostawionych środków został biskup William Bateman, założyciel położonego po sąsiedzku Trinity Hall. Ponieważ bez jego zaangażowania kolegium najprawdopodobniej by nie przetrwało, uważany jest on za jego współzałożyciela . Zmienił on nazwę kolegium na Hall of the Annunciation of the Blessed Virgin Mary (pol. Aula Zwiastowania Błogosławionej Dziewicy Maryi). 20 września 1353 roku Bateman ratyfikował podpisane trzy dni wcześniej porozumienie z Trinity Hall, w którym obydwa kolegia zawierały „wieczny pakt przyjaźni, jak między braćmi wywodzącymi się z tej samej fundacji”. Od tej pory obydwa kolegia występowały wspólnie w publicznych procesjach, przy czym pierwszeństwo miał rektor i członkowie Trinity Hall. 7 września 1354 wydał on pierwszy statut kolegium.
Na początku XVI wieku Kolegium należało do najbiedniejszych w Cambridge. Jednocześnie wyróżniało się radykalizmem poglądów religijnych jego członków w początkowym okresie reformacji - jego rektor z lat 1536-40, John Skipp, był kilkakrotnie więziony na skutek oskarżeń o herezje.
W roku 1557 absolwent Gonville Hall, lekarz John Caius przekazał pieniądze na uczelnię i otrzymał od Korony zgodę na zmianę nazwy kolegium na Gonville and Caius College. Dwa lata później został rektorem Kolegium. Zrezygnował on z funkcji w roku 1573 na skutek konfliktu z członkami kolegium. Nieco wcześniej, 1 stycznia 1573, wydał nowy statut, który wraz ze statusem Batemana regulował działalność kolegium do roku 1860. Jedną z jego cech charakterystycznych był preferowanie wśród przyjmowanych studentów i członków mieszkańców wschodnich hrabstw Anglii.
Dzięki funduszom Caiusa i sprawnemu zarządzaniu przez kolejnego rektora, Thomasa Legge’a (1573–1607), na przełomie XVI i XVII wieku kolegium stało się jednym z zamożniejszych i najliczniejszych w Cambridge. Od tego też okresu datuje się reputacja Gonville and Caius College jako miejsca znanego ze szczególnie wysokiej jakości nauczania medycyny.
Zamknięcie w XVIII wieku dostępu do uniwersytetu dla osób wyznań innych niż anglikańskie spowodowało zubożenie jego życia duchowego i naukowego oraz pogorszenie stanu materialnego . Sytuację Gonville and Caius College utrudniała dodatkowo nadreprezentacja członków i studentów pochodzących ze wschodniej Anglii (ponad ⅞ studentów pochodziło z hrabstw Norfolk i Suffolk), która właśnie traciła swoje znaczenie w królestwie. Główną troską ówczesnych studentów i wykładowców było zdobycie środków utrzymania.
Od drugiej połowy XVIII wieku sytuacja uniwersytetu i kolegium zaczęła się systematycznie choć powoli poprawiać. Nowy statut z 30 czerwca 1860 roku znosił dotychczasowe ograniczenia dotyczące pochodzenia kandydatów na studentów i wykładowców.
Od roku 1979 Kolegium zaczęło przyjmować kobiety jako wykładowców i studentów .

## Współczesność
Ciałem zarządzającym jest Rada Kolegium (College Council) składająca się z rektora (Master) i dwunastu członków Kolegium będących jednocześnie członkami Senatu Uniwersytetu. Przynajmniej raz w każdym trymestrze odbywa się Spotkanie Ogólne (General Meeting), w którym udział bierze rektor i wszyscy członkowie Kolegium.
Roczne koszta utrzymania kolegium wyniosły w 2015 roku 15,213 mln £, a przychód - 15,699 mln £. Wartość należących do Kolegium Gonville’a i Caiusa inwestycji - nieruchomości i papierów wartościowych - wynosiła w tymże roku 173,853 mln £ .
W roku akademickim 2016/17 Caius kształciło 751 studentów: 579 na studiach licencjackich, 47 na studiach magisterskich i 125 na studiach doktoranckich .
Według rankingu Tompkins Table szeregującego kolegia Uniwersytetu w Cambridge według wyników uzyskiwanych od roku 1997 na egzaminach przez ich członków będących studentami studiów licencjackich, Gonville and Caius w 2016 zajęło 19. miejsce – 26,2% jego studentów uzyskało najwyższe noty (Firsts) . Najwyższą w swojej historii (drugą) pozycję kolegium zajęło w latach 2005 i 2006, a średnia zajmowana pozycja to 9,3.
Gonville and Caius College jest znane z wielu wybitnych absolwentów, w tym 12 noblistów, których liczba jest druga po Trinity College spośród wszystkich kolegiów Uniwersytetów w Cambridge i Oksfordzie.
- 1932 sir Charles Sherrington – neurofizjolog (student i członek)
- 1935 sir James Chadwick – fizyk, odkrył neutron (doktorant, członek i rektor)
- 1945 sir Howard Florey – współodkrywca penicyliny (członek)
- 1954 Max Born – fizyk
- 1962 Francis Crick – odkrył strukturę DNA (doktorant i członek honorowy)
- 1972 sir John Hicks – ekonomista (członek)
- 1974 Antony Hewish – astronom (student i członek)
- 1976 Milton Friedman – ekonomista (wizytujący członek)
- 1977 sir Nevill Francis Mott – fizyk (członek i rektor)
- 1984 sir Richard Stone – ekonomista
- 2001 Joseph Stiglitz – ekonomista (członek)
- 2008 Roger Tsien – chemik (członek)

## Ważniejsze budynki[6]

### The Old Courts (Stare Dziedzińce)
Są to trzy dziedzińce głównej siedziby kolegium.

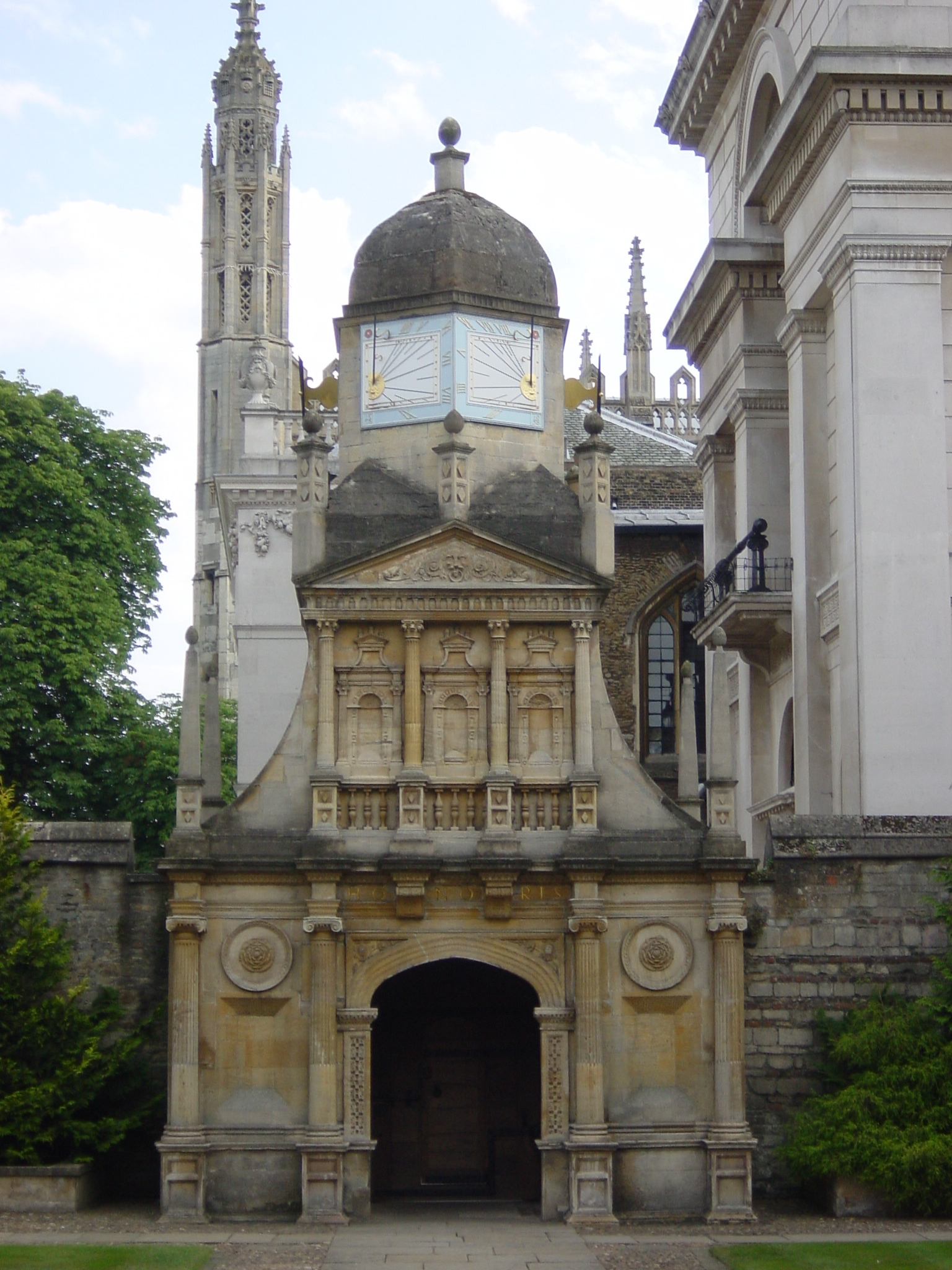
Gate of Honour

Na największy z dziedzińców, położony po stronie wschodniej Tree Court (Dziedziniec Drzew; 1619), prowadzą trzy bramy:
- Great Gate (Wielka Brama) stanowi wejście do kolegium od strony głównej ulicy uniwersyteckiej części Cambridge (King’s Parade).
- Gate of Humility (Brama Pokory) na wschodzie prowadzi na Trinity Street. Jest ona najskromniejsza.
- Gate of Virtue (Brama Cnoty; 1565-67) na zachodzie prowadzi do kolejnego dziedzińca - Caius Court. Po jej wschodniej stronie zdobi ją łaciński napis Virtutis. Nad wejściem zachodnim znajduje się z kolei napis Jo. Caius posuit Sapientiae (pol. Jan Caius wzniósł na cześć Mądrości) – stąd wejście zachodnie nazywane też bywa Bramą Mądrości.

W południowej części Caius Court znajduje się kolejna, najbardziej okazała brama zwieńczona zegarem słonecznym:
- Gate of Honour (Brama Zaszczytu; wzniesiona w roku 1575, po śmierci Caiusa, ale według jego projektu), która prowadzi na wąską uliczkę oddzielającą Kolegium od budynku senatu - Senate House Passage. W uliczce tej wywieszane są wyniki egzaminów końcowych.

Nazwy i lokalizacja bram mają według lubującego się w symbolice Caiusa  odzwierciedlać ścieżkę edukacyjną studenta, który z pokorą, jako niewykształcony jeszcze, wstępuje z ulicy na uniwersytet, nabywa na nim cnót i mądrości, aż wreszcie opuszcza Kolegium dostępując zaszczytu odebrania stopnia naukowego.
Caius Court został wzniesiony za czasów urzędowania Johna Caiusa. Zrealizował on swoją nowatorską, a naśladowaną później przez inne kolegia, koncepcję pozostawiania dziedzińca otwartym z jednej strony, w tym wypadku południowej. Od północy dziedziniec ten oddzielony jest przez Kaplicę i apartamenty rektora (Master’s Lodge) od najstarszego z dziedzińców - Gonville Court.

### Chapel (kaplica)
Kaplica kolegium została wzniesiona w 1393 . W 1637 została wydłużona w kierunku wschodnim, a w latach 1718-26 obłożono ją kamieniem i całkowicie zmieniono wystrój wnętrza.